# 美國地區

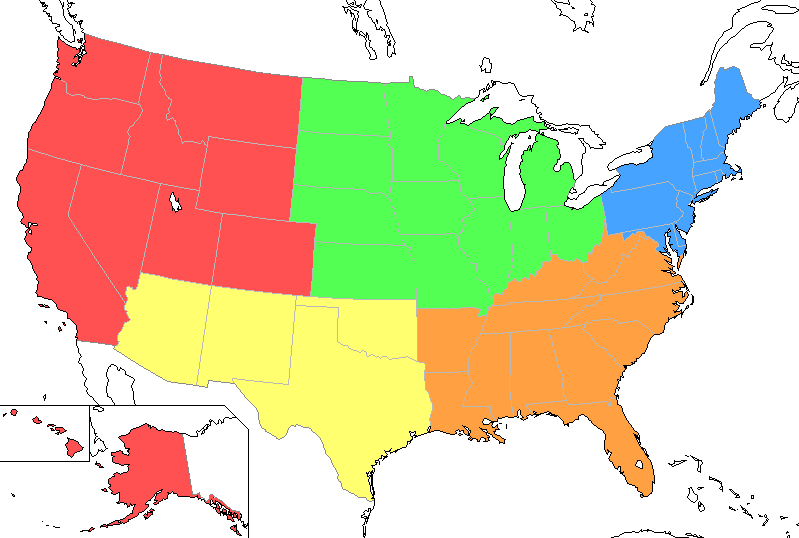
美國五大地理分區
東北部
東南部
中西部
西南部
西部

美國地區指的美國的正式政權機構外的區劃。

## 州間分區

### 地理區劃
美國地區的界定定義不一，其中較常依據自然及人文地理分為五個主要地理區域。它們是東北部、東南部、中西部、西南部和西部。
- 東北部

缅因州、新罕布什尔州、佛蒙特州、马萨诸塞州、罗得岛州、康涅狄格州、纽约州、宾夕法尼亚州、新泽西州、特拉华州、马里兰州、华盛顿哥伦比亚特区
氣候：大陸性濕潤氣候，最北端夏季涼爽。由於溫度經常低於冰點，冬季降雪。
主要地理特徵：阿巴拉契亞山脈、哈德遜河、大西洋、五大湖、北部與加拿大接壤
- 東南部

弗吉尼亚州、西弗吉尼亚州、北卡罗来纳州、南卡羅萊納州、佐治亚州、佛罗里达州、肯塔基州、田纳西州、密西西比州、亚拉巴马州、阿肯色州、路易斯安那州
氣候：夏季炎熱的潮濕亞熱帶氣候。夏季多颶風。
主要地理特徵：阿巴拉契亞山脈、大西洋、墨西哥灣、密西西比河
- 中西部

威斯康星州、密歇根州、伊利诺伊州、印第安纳州、俄亥俄州、密苏里州、北达科他州、南达科他州、内布拉斯加州、堪萨斯州、明尼苏达州、艾奥瓦州
氣候：大部分地區為潮濕的大陸性氣候。冬季常下雪，特別是在北部地區。
主要地理特徵：五大湖、北美大平原、密西西比河、俄亥俄河、北部與加拿大接壤
- 西南部

俄克拉何马州、德克薩斯州、亚利桑那州、新墨西哥州
氣候：西部為半乾旱草原氣候，東部為濕潤氣候。西側部分地區具有高山或沙漠性氣候。
主要地理特徵：落基山脈、科羅拉多河、大峽谷、索諾拉沙漠、墨西哥灣、南部與墨西哥接壤
- 西部

华盛顿州、俄勒冈州、加利福尼亚州、爱达荷州、蒙大拿州、怀俄明州、内华达州、犹他州、科罗拉多州、阿拉斯加州、夏威夷州
氣候：落基山脈和內華達山脈沿線為半乾旱和高山氣候。加利福尼亞的海岸線屬地中海氣候。內華達州和南加利福尼亞州可見沙漠氣候。
主要地理特徵：落基山脈、中央谷地、內華達山脈、莫哈維沙漠、太平洋、北部與加拿大接壤，南部與墨西哥接壤
| 區域                        | 面積 (km²) | 人口 (2019年) | 人口密度 | GDP(2020年，百萬美元) | 人均GDP(美元) |
| --------------------------- | ---------- | ------------- | -------- | --------------------- | ------------- |
| 東北部                      | 508,369    | 63,707,996    | 125/km²  | 4,529,820             | 71,103        |
| 東南部                      | 1,468,494  | 84,902,403    | 58/km²   | 4,154,332             | 48,931        |
| 中西部                      | 2,128,257  | 68,329,004    | 32/km²   | 3,775,402             | 55,253        |
| 西南部                      | 1,486,850  | 42,328,398    | 29/km²   | 2,244,754             | 53,032        |
| 西部                        | 4,241,549  | 68,971,722    | 16/km²   | 4,713,391             | 68,338        |
| 西部 (不含阿拉斯加、夏威夷) | 2,489,899  | 66,824,305    | 26/km²   | 4,569,211             | 68,376        |

由於這些不是官方定義的區域，因此某些州份可能會根據不同定義而劃入不同的區域中。例如有時馬里蘭州被認為是東南部的一部分，加利福尼亚州及内华达州則可能被劃分為西南部。

## 美国人口调查局分区

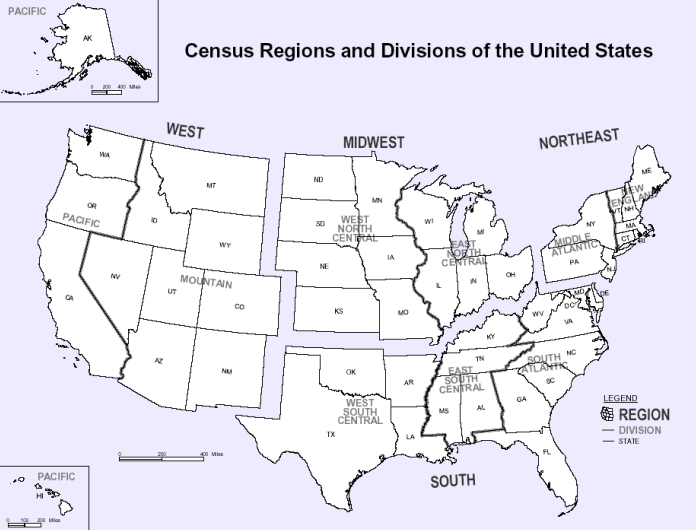
美國人口調查局分區圖

美国人口调查局（United States Census Bureau）将美国国土分为四大地区和九个分区：
- 第一區（东北部）
  - 第一分區（新英格兰）——缅因州、新罕布什尔州、佛蒙特州、马萨诸塞州、罗得岛州、康涅狄格州（6州）
  - 第二分區（中大西洋）——纽约州、宾夕法尼亚州、新泽西州（3州）
- 第二區（中西部）
  - 第三分區（中部东北）——威斯康星州、密歇根州、伊利诺伊州、印第安纳州、俄亥俄州（5州）
  - 第四分區（中部西北）——密苏里州、北达科他州、南达科他州、内布拉斯加州、堪萨斯州、明尼苏达州、艾奥瓦州（7州）
- 第三區（南部）
  - 第五分區（南大西洋）——特拉华州、马里兰州、华盛顿哥伦比亚特区、弗吉尼亚州、西弗吉尼亚州、北卡罗来纳州、南卡羅萊納州、佐治亚州、佛罗里达州（8州1特区）
  - 第六分區（中部东南）——肯塔基州、田纳西州、密西西比州、亚拉巴马州（4州）
  - 第七分區（中部西南）——俄克拉何马州、德克薩斯州、阿肯色州、路易斯安那州（4州）
- 第四區（西部）
  - 第八分區（山地）——爱达荷州、蒙大拿州、怀俄明州、内华达州、犹他州、科罗拉多州、亚利桑那州、新墨西哥州（8州）
  - 第九分區（太平洋）——阿拉斯加州、华盛顿州、俄勒冈州、加利福尼亚州、夏威夷州（5州）

## 标准联邦地区

OMB标准联邦地区图

美国行政管理和预算局（Office of Management and Budget，简称OMB）根据1974年四月的“A-105号通告”（Circular A-105）将美国领土分为10个标准联邦地区（Standard Federal Regions）：
- Ⅰ区：康涅狄格州、缅因州、马萨诸塞州、新罕布什尔州、罗得岛州、佛蒙特州
- Ⅱ区：新泽西州、纽约州、波多黎各、维尔京群岛
- Ⅲ区：特拉华州、华盛顿哥伦比亚特区、马里兰州、宾夕法尼亚州、弗吉尼亚州、西弗吉尼亚州
- Ⅳ区：亚拉巴马州、佛罗里达州、佐治亚州、肯塔基州、密西西比州、北卡罗来纳州、南卡罗来纳州、田纳西州
- Ⅴ区：伊利诺伊州、印第安纳州、密歇根州、明尼苏达州、俄亥俄州、威斯康星州
- Ⅵ区：阿肯色州、路易斯安那州、新墨西哥州、俄克拉何马州、得克萨斯州
- Ⅶ区：爱荷華州、堪萨斯州、密苏里州、内布拉斯加州
- Ⅷ区：科罗拉多州、蒙大拿州、北达科他州、南达科他州、犹他州、怀俄明州
- Ⅸ区：亚利桑那州、加利福尼亚州、夏威夷州、内华达州、美属萨摩亚、关岛、北马里亚纳群岛、太平洋群岛托管地
- Ⅹ区：阿拉斯加州、爱达荷州、俄勒冈州、华盛顿州

## 美國拓殖局分區

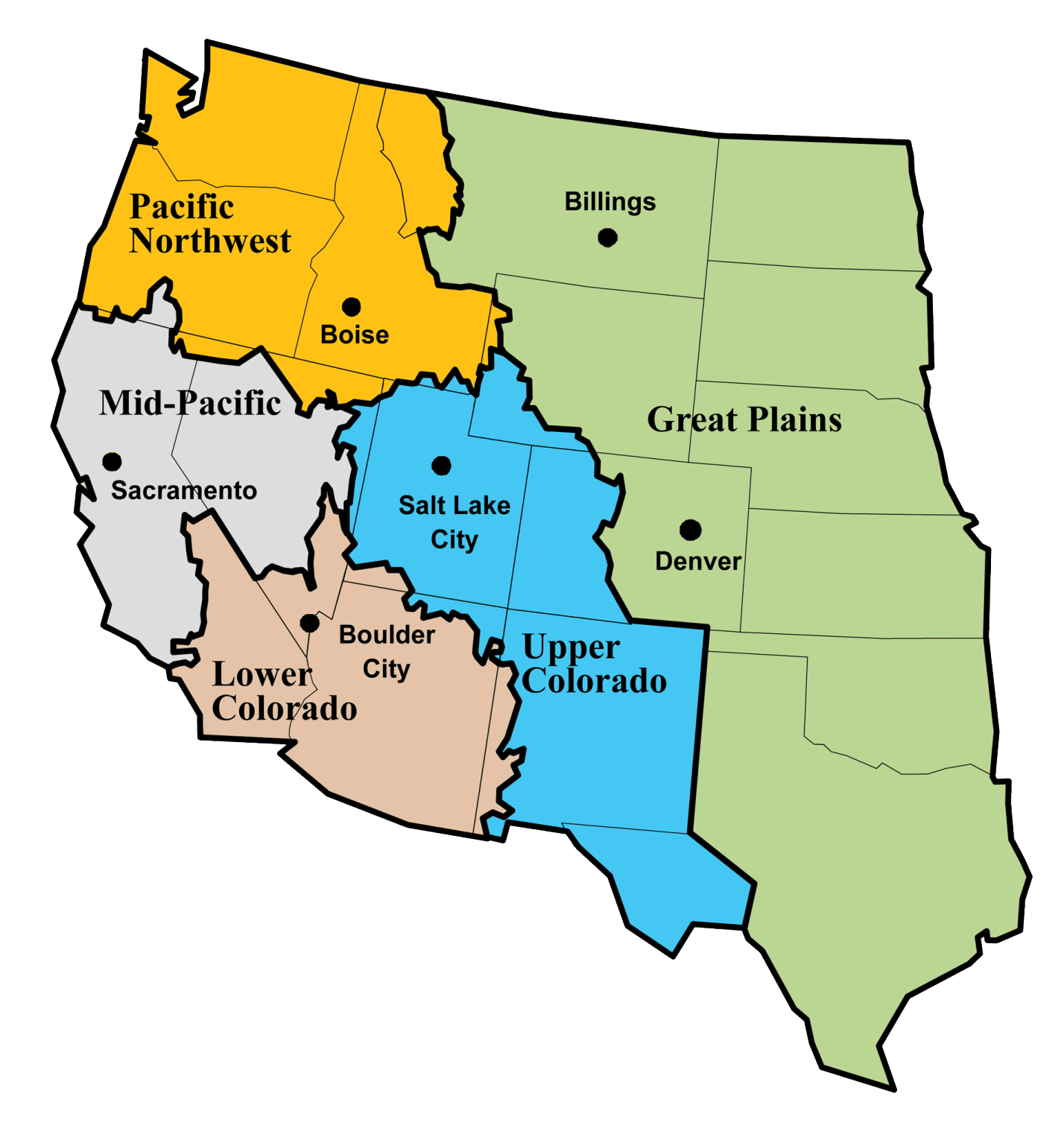
美國拓殖局（USBR）分區圖

美國拓殖局（United States Bureau of Reclamation）將美國西部分成五區：
- 大平原區 - 蒙大拿州比靈斯
- 下科羅拉多區 - 內華達州博爾德市
- 中太平洋區 - 加州薩克拉門托
- 太平洋西北區 - 愛達荷州博伊斯
- 上科羅拉多區 - 猶他州鹽湖城

## 時區

美國時區圖

## 聯邦儲備銀行分區

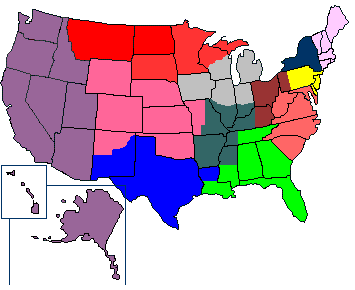
聯邦儲備銀行分區

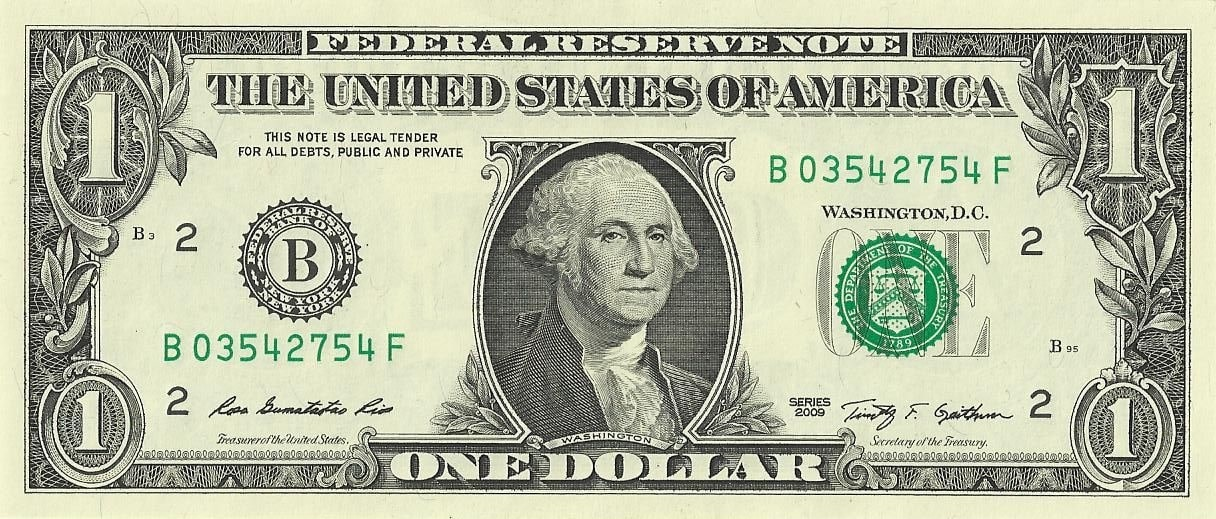
一元美鈔，左面的印章表示此鈔票由亞特蘭大儲備銀行發行

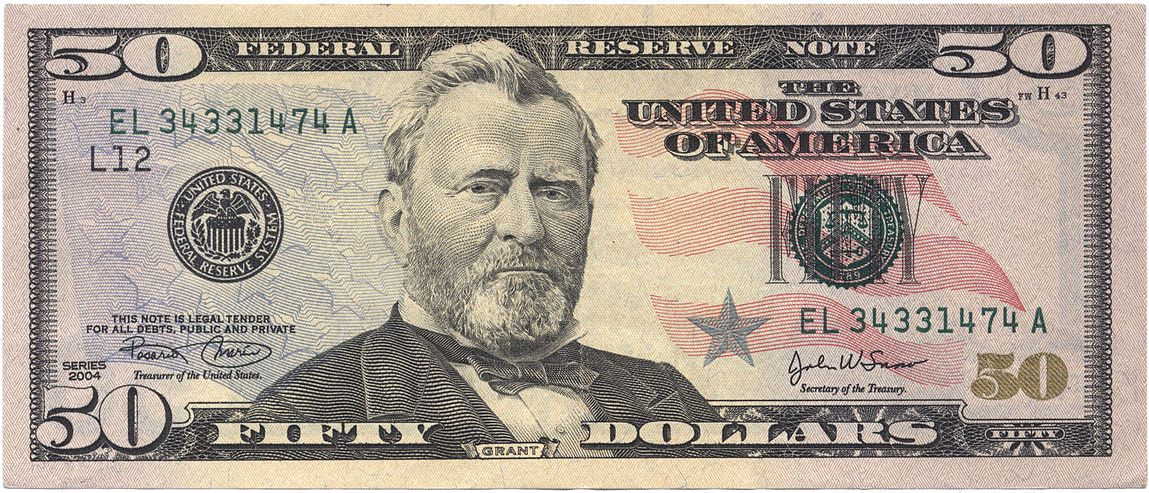
五十美元，左上方第二個字母E的和E5字樣表示此鈔票由里士滿儲備銀行發行

根據1913年《聯邦儲備法案》，全美國分為十二個聯邦儲備銀行分區，各設一儲備銀行分行。在一元美元上左方的大寫字母表示其印發的銀行。在其他面額的鈔票上則附加在鈔票編號之前。
1. 波士頓 (A)
2. 紐約 (B)
3. 費城 (C)
4. 克里夫蘭 (D)
5. 里士滿 (E)
6. 亞特蘭大 (F)
7. 芝加哥 (G)
8. 聖路易市 (H)
9. 明尼阿波利斯 (I)
10. 堪薩斯城 (J)
11. 達拉斯 (K)
12. 舊金山 (L)

## 司法分區
聯邦巡迴上訴法院有十一個，分別設在：
- 第一巡迴上訴法院(波士顿)
- 第二巡迴上訴法院(纽约)
- 第三巡迴上訴法院(费城)
- 第四巡迴上訴法院(里士满)
- 第五巡迴上訴法院(新奥尔良)
- 第六巡迴上訴法院(辛辛那提)
- 第七巡迴上訴法院(芝加哥)
- 第八巡迴上訴法院(圣路易斯)
- 第九巡迴上訴法院(旧金山)
- 第十巡迴上訴法院(丹佛)
- 第十一巡迴上訴法院(亚特兰大)

美國司法分區

另有联邦巡回上诉法院和哥伦比亚特区巡回上诉法院，都设在华盛顿哥伦比亚特区。

## 城市帶
- 波士頓-華盛頓城市帶
- 芝加哥-匹茲堡城市帶
- 舊金山-聖地牙哥城市帶
- 喀斯喀特城市帶

## 州內分區

### 亚拉巴马州

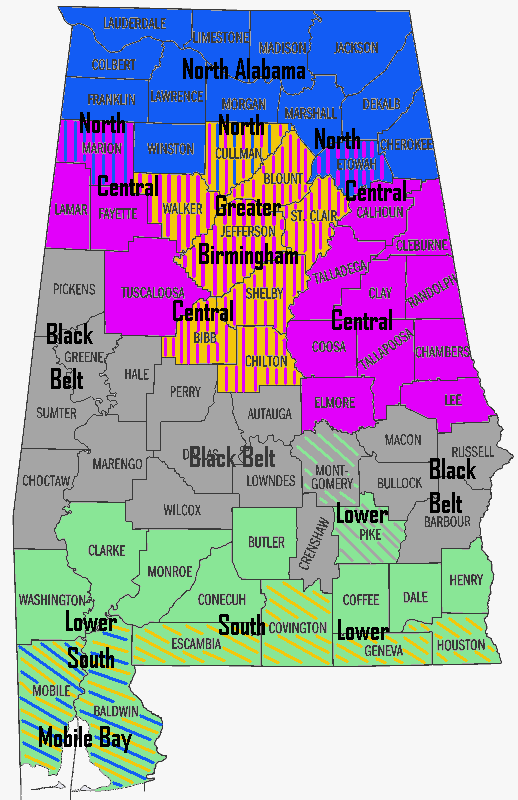
Map of Alabama regions

- 大伯明翰
- 黑帶
- 中阿拉巴馬
- 阿拉巴馬墨西哥灣
- 下阿拉巴馬
- 墨比爾灣
- 北阿拉巴馬
- 東北阿拉巴馬
- 西北阿拉巴馬
- 南阿拉巴馬

### 阿拉斯加州

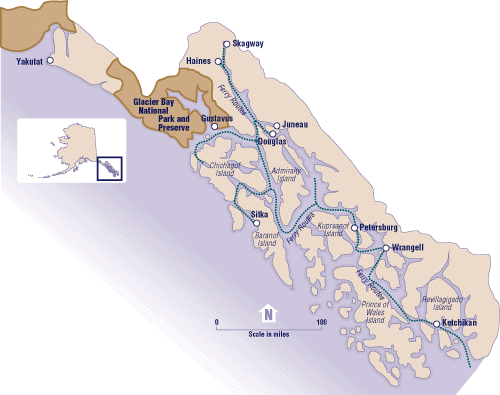
阿拉斯加狭地

- 北極阿拉斯加
- 荒野
- 阿拉斯加內陸
- 阿拉斯加北坡
- 阿拉斯加狹地
- 阿留申群島
- 基奈半島
- 蘇厄德半島
- 中南阿拉斯加
- 西南阿拉斯加
- 塔納納山谷
- 育空-卡斯科奎姆三角洲
- 馬特‑蘇山谷

### 亚利桑那州
- 亞利桑納帶
- 大峽谷
- 中北亞利桑納
- 東北亞利桑納
- 北亞利桑納
- 鳳凰城都會區
- 南亞利桑納

### 阿肯色州
- 北阿肯色
- 克羅利山脊
- 三角州
- 西北阿肯色
- 中阿肯色
- 河谷
- 南阿肯色

### 加利福尼亚州
- 北加利福尼亞
  - 中加利福尼亞
    - 中央海岸 (北)
      - 大蘇爾
      - 蒙特雷灣區
      - 薩利納斯谷
      - 聖塔克魯茲山脈

  - 中央谷 (北)
    - 沙加緬度谷
      - 奇科地區
      - 沙加緬度都會區
      - 尤巴-薩特地區
        - 薩特山群

    - 沙加緬度-聖華金河三角洲
    - 聖華金谷 (北)
      - 佛雷斯諾地區
      - 美熹德地區
      - 莫德斯托地區
      - 斯托克頓地區

  - 舊金山灣區
    - 東灣
      - 奧克蘭–阿拉米達縣
      - 三谷地區
        - 阿馬多爾河谷
        - 李佛摩谷
        - 聖雷蒙谷

    - 北灣
      - 馬林縣
      - 葡萄酒鄉
        - 納帕縣
        - 俄羅斯河谷
        - 索諾馬谷

      - 電信谷

    - 半島
      - 舊金山
      - 聖馬刁縣

    - 南灣
      - 聖塔克拉拉谷
        - 聖荷西–聖塔克拉拉縣
        - 矽谷

  - 內華達山脈
    - 金鄉
    - 塔霍湖
    - 優勝美地

  - 北加利福尼亞
    - 北海岸
      - 翡翠三角
        - 失落海岸

      - 克拉馬斯山脈
      - 門多西諾山脈

    - 沙斯塔喀斯喀特
      - 沙斯塔山
      - 雷丁地區
      - 三一阿爾卑斯山

    - 三角帽地區/驚奇谷
      - 莫多克高原
      - 華納山脈
- 舊金山-聖地牙哥城市帶
- 南加利福尼亞
  - 中央海岸 (南)
    - 奧克斯納德平原
    - 聖路易斯-奧比斯保地區
    - 聖塔芭芭拉地區

  - 中央谷 (南)
    - 聖華金河谷 (南)
      - 貝克斯菲爾德地區
      - 維塞利亞地區

  - 峽島
  - 南海岸
  - 大洛杉磯
    - 洛杉磯盆地
      -         - 門戶城市
        - 洛杉磯市
          - 東洛杉磯
          - 港區
          - 南洛杉磯
          - 西區

        - 帕洛斯弗迪斯半島

      - 南灣
        - 海灘城市

      - 科內霍谷
      - 聖蓋博谷

    - 科瑞森塔谷
      - 半島山脈 (北)
        - 聖哈辛托山脈
        - 聖羅莎山脈

      - 波莫納谷

    - 普恩特山
    - 聖塔克拉利塔谷
    - 聖蓋博山脈
    - 聖費爾南多谷
    - 聖塔莫尼卡山脈
      - 好萊塢山

    - 橘郡地區
      - 聖塔安娜-安那罕-爾灣
        - 聖塔安娜

      - 南海岸都會

    - 聖塔安娜谷
    - 鞍峰山谷
    - 聖塔安娜山脈

  - 沙漠地區
    - 尤里卡谷
    - 伊凡帕谷
      - 羚羊谷
      - 彩虹盆地
      - 薩林谷

  - 河濱-聖貝納迪諾 (內陸帝國)
    - 死亡谷
    - 莫哈韋沙漠
      - 勝利谷
      - 莫朗哥盆地

    - 科切拉 (棕梠泉地區)
    - 西谷地區
      - 庫卡蒙格谷
      - 奇諾谷

    - 大城市地區
      - 聖貝納迪諾地區
      - 河濱地區
      - 聖貝納迪諾谷

    - 山嶺地區
      - 聖貝納迪諾山脈
      - 小聖貝納迪諾山脈

  - 聖地牙哥–帝國 (邊境地區)
    - 聖地牙哥都會區
      - 北縣
      - 東縣
      - 聖地牙哥灣區
      - 南灣
      - 內陸地區

    - 帝國谷
    - 埃爾森特羅都會區
    - 索諾蘭沙漠
      - 科羅拉多沙漠
        - 索爾頓窪地/索爾頓湖

  - 歐文斯谷
  - 聖哈辛托谷

### 科罗拉多州
- 中科羅拉多
- 科羅拉多東部平原
- 科羅拉多佛蘭特山脈
- 科羅拉多礦物帶
- 科羅拉多西坡
- 丹佛-奧羅拉都會區
- 洛磯高山區
- 西北科羅拉多
- 聖路易斯谷
- 中南科羅拉多
- 西南科羅拉多

### 康涅狄格州
- 海岸康乃狄克
- 康乃狄克狹地
- 紐約都會區/黃金海岸
- 利奇菲爾德山
- 諾格塔克河谷
- 大橋港
- 大紐哈芬
- 大哈特福
- 下康乃狄克河谷
- 清靜地區
- 東南康乃狄克
- 西南康乃狄克

### 特拉华州
- 德拉瓦海岸
- 德拉瓦谷
- 海角地區

### 佛罗里达州
- 大灣
- 中佛羅里達
  - 大奧蘭多
- 佛羅里達大沼澤地
- 第一海岸
- 佛羅里達心臟地帶
- 佛羅里達礁島群
- 佛羅里達狹地
  - 翡翠海岸
- 有趣海岸
- 自然海岸
- 中北佛羅里達
- 南佛羅里達都會區
  - 黃金海岸
- 西南佛羅里達
- 太空海岸
- 陽光海岸
- 坦帕灣地區
- 寶藏海岸

### 佐治亚州
- 中薩凡納河地區
- 殖民海岸
- 北喬治亞山脈
- 喬治亞黃金群島
- 歷史南區
- 內陸帝國
- 亞特蘭大都會區
- 南部河流地區

### 夏威夷州
- 夏威夷/大島
  - 哈瑪庫亞海岸
  - 普納區
- 卡胡拉威島
- 考艾島
- 拉奈島
- 茂宜島
- 摩洛凱島
- 你好島
- 西北夏威夷群島
- 歐胡島
- 塔瓦島

### 爱达荷州
- 愛達荷狹地
- 魔術谷
- 寶藏谷
- 南愛達荷
- 中愛達荷
- 北愛達荷
- 東愛達荷

### 伊利诺州
- 美國低地
- 中伊利諾
- 香檳-厄巴納都會區
- 芝加哥都會區
- 無磧帶
- Forgottonia（英语：Forgottonia）
- 狐谷
- 伊利諾-印第安納-肯塔基三州區
- 小埃及
- 都會東區
- 密西西比沖積平原
- 北岸
- 北伊利諾
- 西北伊利諾
- 皮奧里亞都會區
- 闊德城
- 河灣
- 羅克福德都會區
- 沃巴什谷
- 迪卡爾布

### 印地安那州

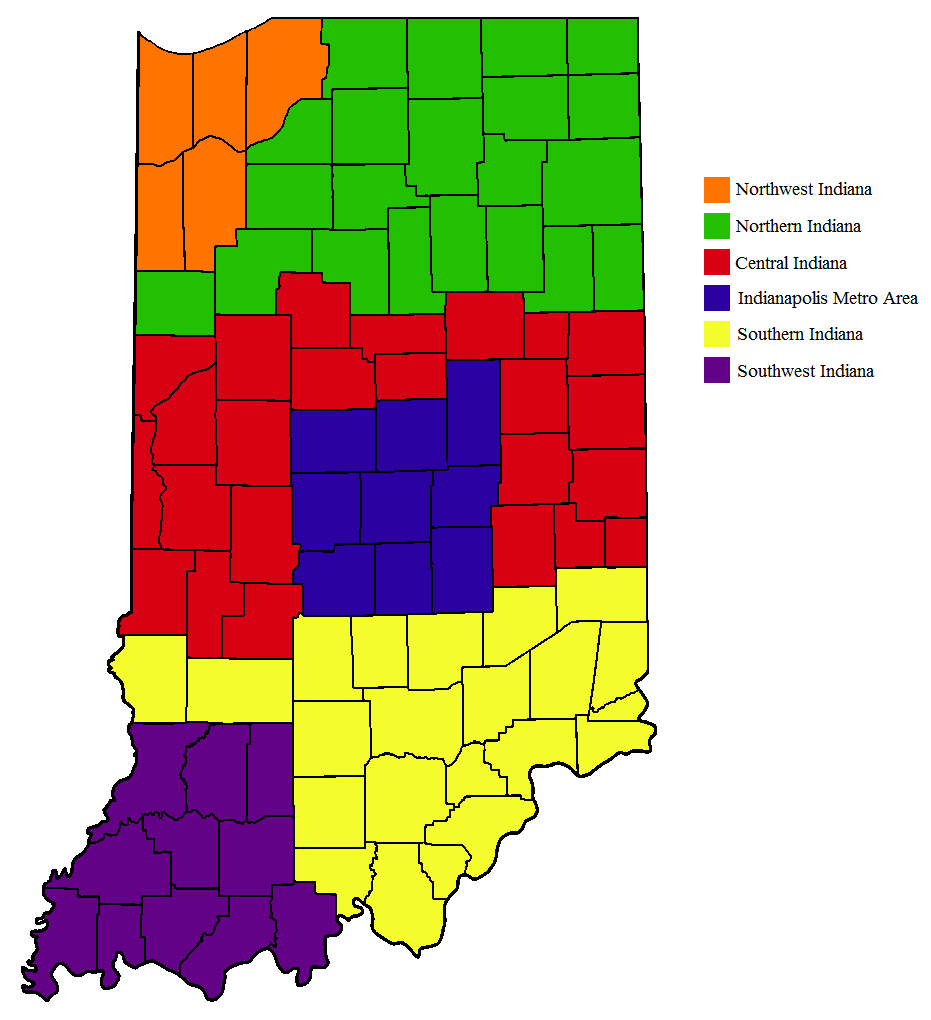
Regions of Indiana

- 中東印地安那
- 印地安納波利斯都會區
- 密西安那
- 北印地安那
- 西北印地安那
- 南印地安那
- 西南印地安那
- 沃巴什谷

### 艾奥瓦州
- 中愛荷華
- 狄蒙都會區
- 愛荷華大湖區
- 黃土山
- 闊德城
- 中東愛荷華
- 東愛荷華
- 大河路
- 西愛荷華

### 堪萨斯州
- 中東堪薩斯
- 堪薩斯市都會區
- 中南堪薩斯
- 東南堪薩斯
- 西堪薩斯

### 肯塔基州
- 藍草地區
- 中肯塔基
- 坎伯蘭高原
- 東部山區煤田
- 肯塔基彎
- 圓丘地區
- 北肯塔基
- 普列薄荷高原
- 傑克森購地區
- 西部煤田

### 路易斯安那州

- 阿卡第安納

- 卡津心臟地帶
- 河郡區

- 中路易斯安那州
- 佛羅里達郡地區
- 法屬路易斯安那
- 大紐奧良
- 北路易斯安那州

### 缅因州
- Down East（英语：Down East）
- 高峰 / 缅因高地
- 缅因高地
- 缅因湖地區
- 缅因本森林
- 中海岸
- 佩諾布斯科特灣
- 南缅因海岸
- 西缅因山脈

### 马里兰州

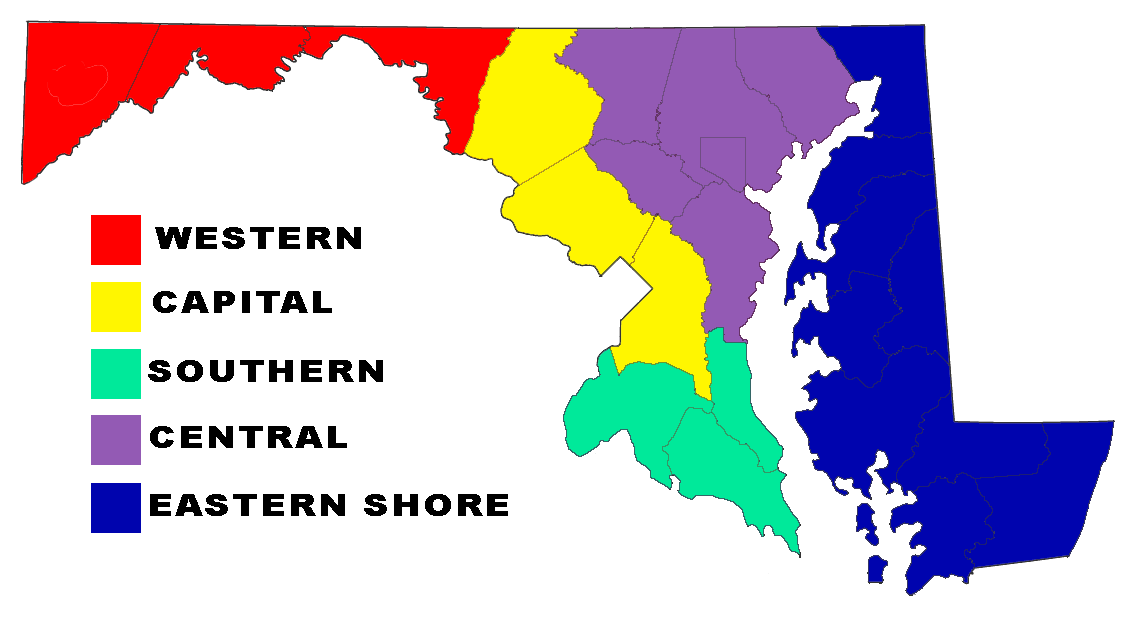

- 巴爾的摩-華盛頓都會區
- 切薩皮克灣
- 馬里蘭東岸
- 南馬里蘭
- 西馬里蘭
- 首都圈

### 马萨诸塞州
- 波克夏地區
- 安角
- 鱈角
- 中麻薩諸塞
- 大波士頓
- 麻薩諸塞州島嶼區
- 梅里馬克谷
- 都會西區
- 北岸
- 先鋒谷
- 南海岸
- 南岸
- 西麻薩諸塞

### 密歇根州
- 下半島
  - 東南密西根 / 底特律都會區
  - 北密西根
  - 中密西根
    - 南密西根

  - 西密西根
  - 弗林特/三城
    - 拇指地區
    - 大三城
- 上半島
  - 銅區
  - 基威諾半島

### 明尼苏达州

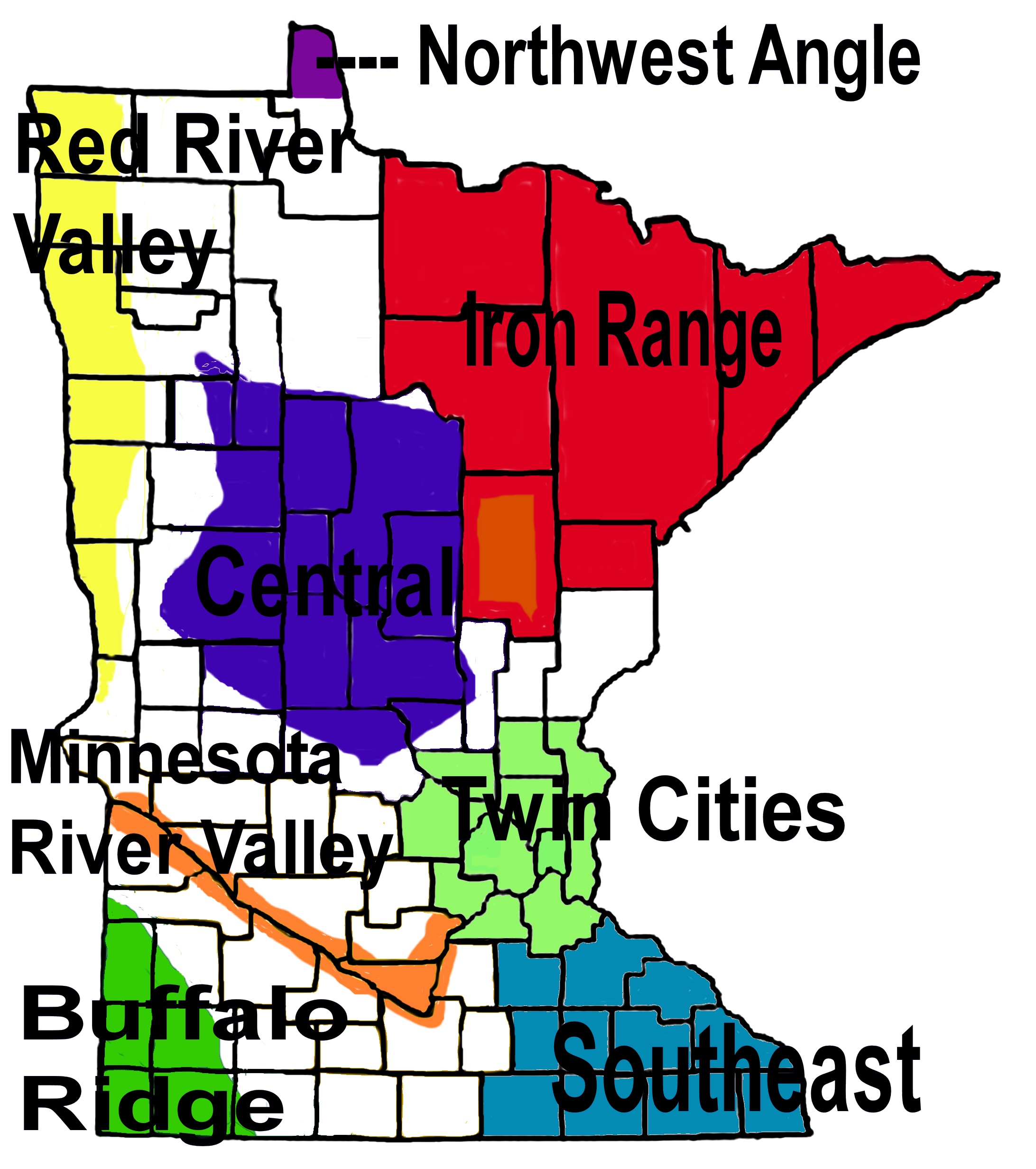

- 箭頭地區
- 邊界水域
- 布法羅山脊
- 中明尼蘇達
- 無磧帶
- 鐵礦區
- 明尼蘇達河谷
- 明尼蘇達
- 西北角
- 煙斗石地區
- 紅河谷
- 東南明尼蘇達
- 雙子城都會區

### 密西西比州
- 金三角
- 密西西比平原
- 密西西比三角州
- 密西西比莫西哥灣海岸
- 納奇茲區
- 松帶
- 田納西谷

### 密苏里州
- 鉛帶
- 小迪克西
- 靴根
- 納奇茲小道
- Dissected Till Plains（英语：Dissected Till Plains）
- 奧沙克地區

### 蒙大拿州
- 大角區
- 東蒙大拿
- 平頭地區
- 冰川國家公園
- 中南蒙大拿
- 西南蒙大拿
- 西蒙大拿

### 内布拉斯加州
- 内布拉斯加狹地
- 西北内布拉斯加
- 松山脊
- 雨水盆地
- 沙丘
- 東南内布拉斯加
- 野貓山

### 内华达州
- 黑岩沙漠
- 塔霍湖
- 拉斯維加斯谷
- 莫哈韋沙漠
- 帕拉納加特谷
- 內華達山脈

### 新罕布什尔州
- 康乃狄克河谷
- 達特茅斯-蘇納皮湖地區
- 大北方森林區
- 湖區
- 梅里馬克谷
  - 金三角
- 殘丘地區
- 海岸地區
- 白山山脈

### 新泽西州
- 北澤西
  - Skylands（英语：Skylands Region）
    - 安維爾谷
    - 黑土地區
    - 大谷地
      - 蘇塞克斯縣雪帶

    - 亨特敦高原
    - 山脊與山谷阿帕拉契
    - 高地
    - 桑莫塞山
    - 索爾蘭地區

  - 門戶地區
    - 化學海岸/灣岸
    - 黃金海岸
      - 北哈德遜

    - 草原地
    - 帕斯卡克谷
    - 拉里坦灣岸
    - 西哈德遜
- 南澤西
  - 岸區
    - 北岬
      - 愛爾蘭海濱

    - 貧瘠松林
    - 灣岸

  - 德拉瓦谷
    - 貧瘠松林
    - 索爾蘭地區

  - 南岸
    - 五月角
    - 野地
    - 三城（布里奇頓、米爾維爾、瓦恩蘭）
    - 三縣農場帶

  - 大大西洋城地區
    - 貧瘠松林

### 新墨西哥州
- 中新墨西哥
- 新墨西哥靴根
- 東新墨西哥
- 北新墨西哥

### 纽约州

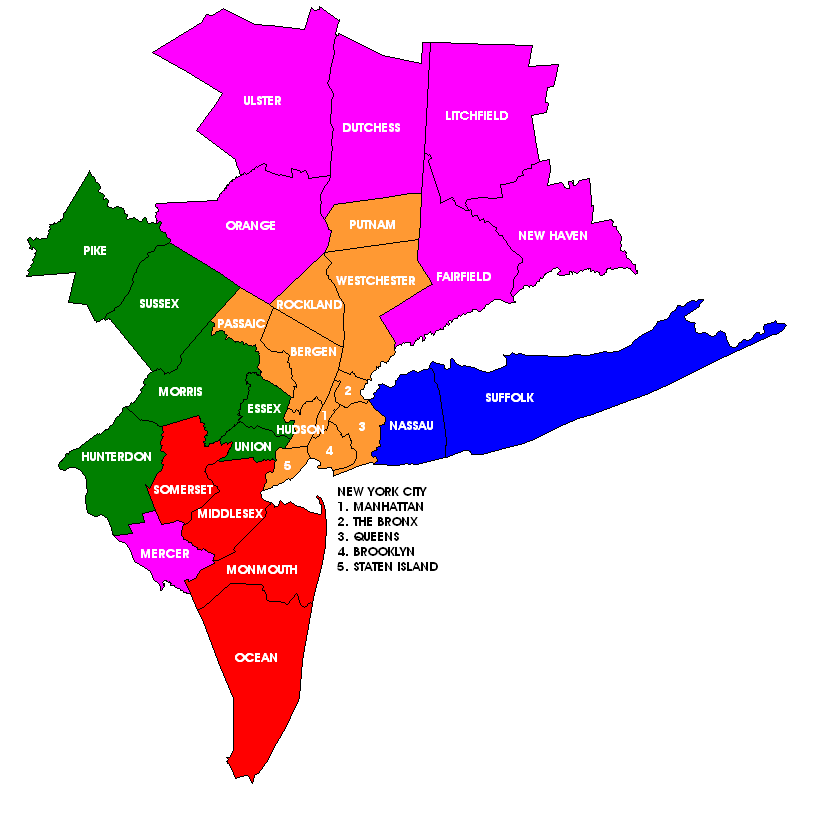
紐約都會區

- 紐約都會區 (只限本州部份)
  - 紐約市
  - 長島
  - 北部郊區六縣
- 紐約上州

### 北卡罗来纳州
- 西北三角洲羅萊納
  - 腳山（英语：Western North Carolina#Foothills）
    - 南山山脈
    - The Unifour（英语：The Unifour）

  - 高山地區 (布恩地區)（英语：Western North Carolina#High Country）
  - Land of the Sky（英语：Land of the Sky）
    - 阿什維爾都會區
      - 大崎嶇山脈

    - 藍嶺山脈
      - 黑山山脈
      - 灌木山脈
      - 大香脂山脈
      - 殘丘山脈
      - 尤尼科伊山脈

    - 大煙山脈
      - 田納西谷（英语：Western North Carolina#Tennessee Valley）
- 北卡羅萊納山麓地區
  - 山麓新月地帶
    - 夏洛特都會區
      - 諾曼湖地區

    - 山麓三城都會區
      - 索拉頓山脈
      - 尤哈里山脈
      - 亞德金谷

    - 研究三角洲
      - 新希望谷
      - 三角洲東區
- 海岸平原
  - 費耶特維爾都會區
  - 內岸
    - 阿爾伯馬爾（英语：Northeastern North Carolina#Albemarle Region）
    - 水晶海岸
      - 伯格岸

    - Down East（英语：Down East#North Carolina）
    - 全球運輸園經濟發展區
    - 潮水地區

  - 恐懼角
  - 外岸
  - 沙丘地區

### 田纳西州
主要文章：田纳西州三大分区
- 东田纳西
- 中田纳西
- 西田纳西

其它地理特色区域：
- 高地边缘
- 纳什维尔盆地
- 田纳西河谷